# Велике Каменне (Петуховський округ)
Велике Ка́менне (рос. Большое Каменное) — село у складі Петуховського округу Курганської області, Росія.
Населення — 162 особи (2010, 319 у 2002).
Національний склад станом на 2002 рік:
- росіяни — 96 %